# Бисмаркштрассе (станция метро, линия U7)
«Бисмаркштрассе» (нем. Bismarckstraße) — станция Берлинского метрополитена в районе Шарлоттенбург. Расположена на линии U7 между станциями «Рихард-Вагнер-Плац» (нем. Richard-Wagner-Platz) и «Вильмерсдорфер Штрассе» (нем. Wilmersdorfer Straße), на пересечении улиц Вильмерсдорфер Штрассе и Бисмаркштрассе. Имеет пересадку на одноимённую станцию линии U2.

## История
Открыта 28 апреля 1978 года в составе участка «Фербеллинер Плац» — «Рихард-Вагнер-Плац».

## Архитектура и оформление
Колонная двухпролетная станция мелкого заложения. Архитектор — Райнер Г. Рюммлер. Длина платформы — 110 метров, ширина — 11,6 метров. Путевые стены отделаны белыми и черными металлическими панелями. Название станции написано красными буквами, что сочетается с красным потолком станции. Колонны отделаны серебристыми металлическими панелями.